# Joseph Jules Beecken
Joseph Jules Beecken (n. 11 aprilie 1904, Liège, Valonia, Belgia – , Heers, Flandra, Belgia) a fost un boxer ce a reprezentat Belgia, medaliat olimpic. A participat la o ediție a Jocurilor Olimpice (1924) în care a câștigat o medalie de bronz.

## Participări
Lista de mai jos prezintă principalele competiții la care a participat Joseph Jules Beecken de-a lungul carierei.
- boxing at the 1924 Summer Olympics – middleweight[*]